# Liriomyza allia
Liriomyza allia este o specie de muște din genul Liriomyza, familia Agromyzidae, descrisă de Frost în anul 1943.
Este endemică în Kansas. Conform Catalogue of Life specia Liriomyza allia nu are subspecii cunoscute.